# Salamajärvi
Salamajärvi este o arie protejată (arie specială de conservare — SAC, sit de importanță comunitară — SCI) din Finlanda întinsă pe o suprafață de 8.948 ha, integral pe uscat.

## Localizare
Centrul sitului Salamajärvi este situat la coordonatele 63°15′18″N 24°45′55″E / 63.255°N 24.7653°E.

## Înființare
Situl Salamajärvi a fost declarat sit de importanță comunitară în august 1998 pentru a proteja 3 specii de plante și 4 specii de animale. Situl a fost protejat și ca arie specială de conservare în aprilie 2015.

## Biodiversitate
Situată în ecoregiunea boreală, aria protejată conține 15 habitate naturale: Ape oligotrofe din câmpii nisipoase, cu un conținut foarte redus de minerale (Littorelletalia uniflorae), Ape stătătoare oligotrofe până la mezotrofe, cu vegetație de Littorelletea uniflorae și/sau de Isoëto-Nanojuncetea, Lacuri și iazuri distrofice naturale, Cursuri de apă de la nivel de câmpie la nivel montan, cu vegetație Ranunculion fluitantis și Callitricho-Batrachion, Turbării active, Mlaștini turboase de tranziție și turbării mișcătoare, Izvoare fino-scandinave și mlaștini produse de izvoare bogate în minerale, Mlaștini alcaline, Turbării Aapa, Pante stâncoase silicioase cu vegetație casmofită, Taiga vestică, Păduri fino-scandinave bogate în ierburi cu Picea abies, Păduri de conifere pe eskere fluvioglaciare sau legate la acestea, Păduri caducifoliate de mlaștină fino-scandinave, Mlaștini împădurite.
La baza desemnării sitului se află mai multe specii protejate:
- plante (3): Cephalozia macounii, Herzogiella turfacea, Meesia longiseta
- mamifere (3): gluton (Gulo gulo), vidră de râu (Lutra lutra), Rangifer tarandus fennicus
- nevertebrate (1): Stephanopachys substriatus

Pe lângă speciile protejate, pe teritoriul sitului au mai fost identificate 14 specii de plante, 27 de specii de păsări, 6 specii de mamifere, 4 specii de nevertebrate, 6 specii de pești.